# フアン・パブロ・アングリサーノ
フアン・パブロ・アングリサーノ（Juan Pablo Angrisano、1980年4月8日 - ）は、アルゼンチン・ブエノスアイレス出身のプロ野球選手(捕手)。

## 経歴

### プロ入り前
1980年4月8日に、アルゼンチンのブエノスアイレスで生まれる。
1996年には、地元のクラブチームであるクラブDAOMに入団した。このクラブチームには、2003年まで在籍する事となる。

### プロ入りとダイヤモンドバックス傘下時代
アリゾナ・ダイヤモンドバックスとマイナー契約を結びプロ入りを果たした。
2000年は、傘下ルーキーリーグのドミニカン・サマーリーグ・ダイヤモンドバックスでプレーした。
2001年限りで、退団した。

### パルマ・ベースボール・クラブ時代
2003年は、ジュニア・パルマ・ベースボール・クラブでプレーした。同年限りで、退団した。

### コドーニョ時代
2004年は、セリエAのベースボール・コドーニョでプレーした。同年限りで、退団した。

### ボローニャ時代
2008年は、フォルティチュード・ボローニャと契約を結び、プレーした。

この年は、31試合に出場し、打率265、4本塁打、26打点、30安打を記録した。
2009年は、41試合に出場し、打率312、4本塁打、36打点、49安打を記録した。

また9月には、第38回IBAFワールドカップのイタリア代表に選出された。
2010年は、39試合に出場し、打率269、0本塁打、21打点、39安打を記録した。

また、第31回ヨーロッパ野球選手権大会のイタリア代表に選出されている。
2011年は、41試合に出場し、打率223、1本塁打、21打点、31安打を記録した。同年限りで、退団した。

オフには、第39回IBAFワールドカップのイタリア代表に選出される。

### リミニ時代
2012年は、リミニ・ベースボールクラブへ移籍した。この年は、41試合に出場し、打率261、2本塁打、17打点、36安打を記録した。同年限りで、退団した。